# Xanthorhoe ruficostata
Xanthorhoe ruficostata är en fjärilsart som beskrevs av Louis Beethoven Prout 1899. Xanthorhoe ruficostata ingår i släktet Xanthorhoe och familjen mätare. Inga underarter finns listade i Catalogue of Life.